# Карнін
Карнін (нім. Karnin) — громада в Німеччині, розташована в землі Мекленбург-Передня Померанія. Входить до складу району Передня Померанія-Рюген. Складова частина об'єднання громад Барт.
Площа — 12,42 км2. Населення становить 212 ос. (станом на 31 грудня 2020).